# Milan Kolouch
Milan Kolouch (* 12. září 1965) je bývalý československý fotbalista, záložník a obránce.

## Fotbalová kariéra
Odchovanec SK Štětí. Hrál za RH Cheb, DAC Dunajská Streda, Inter Bratislava a FC Union Cheb. V lize nastoupil k 157 utkáním a dal 5 gólů. Za juniorskou reprezentaci nastoupil k 2 utkáním.